# Abu Musa al-Ash'ari
Abu Musa al-Ash'ari (600 circa – 672) è stato una personalità religiosa araba.
Tra i più fedeli compagni di Maometto, fu rappresentante di ʿAlī ibn Abī Ṭālib all'arbitrato di Adhruh nel 658, ove si lasciò turlupinare da ʿAmr ibn al-ʿĀṣ.